# Blackrock College Rugby Football Club
 Blackrock College RFC  est un club de rugby irlandais basé dans la ville de Dublin, en république d'Irlande qui évolue dans le championnat irlandais de première division. Le club est affilié à la fédération du Leinster et ses joueurs peuvent être sélectionnés pour l'équipe représentative de la région, Leinster Rugby.

## Histoire
Le club a été fondé en 1882 par d'anciens élèves de l'école secondaire de Blackrock College.
L'ancien entraîneur de l'équipe d'Irlande, Eddie O'Sullivan a entraîné le club.

## Palmarès
- Leinster Senior League (4) : 1975, 1982, 1983, 1991
  - Finaliste (1) : 1976
- Leinster Club Senior Cup (8) : 1937, 1939, 1957, 1961, 1983, 1988, 1992, 2000
  - Finaliste (4) : 1936, 1958, 1980, 1986,
- Metropolitan Cup (8) : 1929, 1938, 1962, 1975, 1976, 1977, 1984, 2001
  - Finaliste (2) : 1922, 1999

## Joueurs célèbres
- Niall Brophy
- Gary Brown
- Shane Byrne
- Leo Cullen
- Willie Duggan
- Guy Easterby
- Luke Fitzgerald
- Hugo MacNeill
- Ray McLoughlin
- Brendan Mullin
- Brian O'Driscoll
- John O'Shea
- Fergus Slattery

 Lions britanniques et irlandais